# Conill d'Omilteme
El conill d'Omilteme (Sylvilagus insonus), també conegut com a conill d'Omiltemi, és un conill del gènere Sylvilagus endèmic de la Sierra Madre del Sur, a l'estat de Guerrero (Mèxic). No se l'ha observat des de principis de la dècada del 1960. S'ha catalogat com a espècie en perill a causa de la destrucció de l'hàbitat, la caça i una distribució limitada.